# Bleue Maison
Bleue Maison is een gehucht in de Franse gemeente Éperlecques in het departement Pas-de-Calais. Het gehucht ligt in het oostelijk deel van de gemeente, ruim drie kilometer ten noordoosten van het dorpscentrum van Éperlecques.

## Bezienswaardigheden
- De Bleue-Maison Military Cemetery, een Britse militaire begraafplaats uit de Eerste Wereldoorlog.